# フィルム・ノアール〜銀幕への想い
『フィルム・ノアール〜銀幕への想い』（原題：Film Noir）は、アメリカ合衆国のシンガーソングライター、カーリー・サイモンが1997年に発表した17作目のスタジオ・アルバム。

## 背景
サイモンのキャリアにおいて『トーチ』（1981年）、『マイ・ロマンス』（1990年）に続く3作目のスタンダード集に当たる。「トゥー・スリーピー・ピープル」はジョン・トラボルタとのデュエット曲となっている。「サムホエア・イン・ザ・ナイト」は、オリジナルCDのブックレットではジョセフ・マイロウとマック・ゴードンの共作と誤記されているが、実際にはビリー・メイ作曲によるテレビドラマ『Naked City』のテーマ曲で、1961年にミルトン・ラスキンにより歌詞が付けられた同名異曲である。
リリース後の1997年10月には、本作の制作過程を紹介した30分のドキュメンタリー・フィルム『Songs in Shadow: The Making of Carly Simon's 'Film Noir'』が公開され、サイモンに加えてジミー・ウェッブ、ヴァン・ダイク・パークスも出演した。

## 反響・評価
母国アメリカでは1997年10月4日付のBillboard 200で初登場84位となり、合計8週トップ200入りした。第40回グラミー賞では本作が最優秀トラディショナル・ポップ・ボーカル・パフォーマンス賞にノミネートされ、収録曲「ローラ」を編曲したアリフ・マーディンは最優秀インストゥルメンタル編曲賞（ボーカルあり）にノミネートされた。
Stephen Thomas Erlewineはオールミュージックにおいて5点満点中3点を付け「サイモンの歌声は、必ずしもこうした曲に合っているとは言えないが、それでも十分な成果を挙げている」と評している。

## 収録曲
1. ユー・ウォント・フォゲット・ミー - "You Won't Forget Me" (Kermi Goel, F. Speilman) - 2:52
2. いつもさよならを - "Ev'ry Time We Say Goodbye" (Cole Porter) - 4:35
3. リリ・マルレーン - "Lili Marlene" (M. David, Norbert Schultze, H. Leip) - 3:42
4. ラスト・ナイト・ホエン・ウイ・ワー・ヤング - "Last Night When We Were Young" (Edgar Yip Harburg, Harold Arlen) - 4:43
5. スプリング・ウィル・ビー・ア・リトル・レイト・ディス・イヤー - "Spring Will Be a Little Late This Year" (Frank Loesser) - 3:36
6. フィルム・ノアール - "Film Noir" (Carly Simon, Jimmy Webb) - 3:36
7. ローラ - "Laura" (Johnny Mercer, David Raksin) - 4:47
8. アイム・ア・フール・トゥ・ウォント・ユー - "I'm a Fool to Want You" (Frank Sinatra, Joel Herron, John Wolf) - 3:34
9. フールズ・コーダ - "Fools Coda" (Torrie Zito) - 1:14
10. トゥー・スリーピー・ピープル - "Two Sleepy People" (F. Loesser, Hoagy Carmichael) - 3:39
11. ベッドで煙草を吸わないで - "Don't Smoke in Bed" (Willard Robison) - 2:56
12. サムホエア・イン・ザ・ナイト - "Somewhere in the Night" (Milton Raskin, Billy May) - 3:29

## 参加ミュージシャン
- カーリー・サイモン - ボーカル(all songs)、バックグラウンド・ボーカル(on #2, #3, #4, #6)
- ジョン・トラボルタ - ボーカル(on #10)
- ジミー・ウェッブ - ピアノ(on #2, #3, #5, #6, #8, #12)、オルガン・ソロ(on #2)、オーケストラ・アレンジ(on #6, #12)、指揮(on #6, #8, #12)
- ヴァン・ダイク・パークス - オーケストラ・アレンジ&指揮(on #1, #2, #11)
- トリー・ジトー - オーケストラ・アレンジ(on #4, #8, #9)、指揮(on #4, #9)
- アリフ・マーディン - オーケストラ・アレンジ&指揮(on #7)
- マイケル・コサリン - ピアノ(on #1, #10, #11)
- ラス・カソフ - ピアノ(on #4, #7, #12)
- ティース・ゴール - キーボード(on #1, #2, #4, #6, #7, #8, #11, #12)
- ピーター・カロ - ギター(on #1, #2, #4, #7, #11, #12)、アコースティック・ギター(on #6)
- ジェフ・ペヴァー - マンドリン(on #3)、ギター(on #5, #6)
- デヴィッド・フィンク - アコースティック・ベース(on #1, #2, #4, #7, #11, #12)
- ゼヴ・カッツ - エレクトリックベース(on #6)
- ビリー・ワード - ドラムス(on #1, #2, #4, #7, #11, #12)
- ショーン・ペルトン - ドラムス(on #6)
- ドミニク・コルテス - アコーディオン(on #3)
- リチャード・ロッカー - チェロ・ソロ(on #6)
- エレナ・バレレ - コンサートマスター(on #1, #4, #6, #8, #9, #11, #12)
- バリー・フィンクレア - コンサートマスター(on #2, #7)
- ベン・テイラー - バックグラウンド・ボーカル(on #2, #4, #6)
- ミンディ・ジョスティン、ジル・デラベイト - バックグラウンド・ボーカル(on #3)
- ケヴィン・ディシモン、アル・ダナ、ケヴィン・オズボーン、レニー・ロバーツ、ダリル・トゥークス - バックグラウンド・ボーカル(on #10)
- ディック・バーク - バックグラウンド・ボーカル・アレンジ(on #10)